# 1668
| [ Edytuj tabelę ]              | |
| Król Polski                    | - 1648 Jan Kazimierz 1668 - 1668 Michał Korybut Wiśniowiecki 1674                                                                       |
| Współksiążęta Andory           | - 1664 Melcior Palau i Bosca 1670 - 1643 Ludwik XIV 1715                                                                                |
| Król Anglii i Szkocji          | - 1660 Karol II 1685 |
| Elektor Bawarii                | - 1651 Ferdynand Maria 1679 |
| Elektor Brandenburgii          | - 1640 Fryderyk Wilhelm 1688 |
| Sułtan Brunei                  | - 1660 Abdul Mubin 1673 |
| Cesarz Chin                    | - 1661 Kangxi 1722 |
| Król Czech                     | - 1657 Leopold I Habsburg 1705 |
| Król Danii                     | - 1648 Fryderyk III 1670 |
| Dalajlama                      | - 1617 Lobsang Gjaco 1682 |
| Cesarz Etiopii                 | - 1667 Jan I 1682 |
| Król Francji                   | - 1643 Ludwik XIV 1715 |
| Król Hiszpanii                 | - 1665 Karol II 1700 |
| Landgraf Hesji-Kassel          | - 1663 Wilhelm VII Heski 1670 |
| Stadhouder Holandii            | - 1650 pierwszy okres bez stadhoudera 1672                                                                                              |
| Szach Iranu                    | - 1666 Safi II 1694 |
| Państwo Wielkich Mogołów       | - 1658 Aurangzeb 1707 |
| Król Irlandii                  | - 1660 Karol II Stuart 1685 |
| Cesarz Japonii                 | - 1663 Reigen 1687 |
| Kalif                          | - 1648 Mehmed IV 1687 |
| Patriarcha Konstantynopola     | - 1668 Metody III 1671 |
| Władca Korei                   | - 1659 Hyŏnjong 1674 |
| Książę Kurlandii i Semigalii   | - 1642 Jakub Kettler 1682 |
| Książę Liechtensteinu          | - 1627 Karol Euzebiusz 1684 |
| Sułtan Maroka                  | - 1666 Maulaj Raszid 1672 |
| Książę Monako                  | - 1662 Ludwik I 1702 |
| Król Nawarry                   | - 1643 Ludwik XIV 1710 |
| Król Norwegii                  | - 1648 Fryderyk III 1670 |
| Sułtan Omanu                   | - 1649 Sultan I ibn Sajf 1688 |
| Elektor Palatynatu             | - 1648 Karol I Ludwik 1680 |
| Papież                         | - 1667 Klemens IX 1669 |
| Książę Parmy i Piacenzy        | - 1646 Ranuccio II 1694 |
| Król Portugalii                | - 1656 Alfons VI 1683 |
| Książę w Prusach               | - 1640 Fryderyk Wilhelm Wielki Elektor 1688                                                                                             |
| Car Rosji                      | - 1645 Aleksy I 1676 |
| Cesarz Rzymski (niemiecki)     | - 1658 Leopold I Habsburg 1705 |
| Kapitanowie Regenci San Marino | - 1667 Paolo Antonio Onofri Domizio Beni 1668 - 1668 Carlo Loli Giambattista Zampini 1668 - 1668 Francesco Maccioni Francesco Loli 1669 |
| Elektor Saksonii               | - 1656 Jan Jerzy II Wettyn 1680 |
| Król Szwecji                   | - 1660 Karol XI 1697 |
| Król Tajlandii                 | - 1656 Narai 1688 |
| Sułtan Turków                  | - 1648 Mehmed IV 1687 |
| Doża Wenecji                   | - 1659 Domenico Contarini 1674 |
| Król Węgier                    | - 1655 Leopold I 1705 |
| Książęta Wirtembergii          | - 1628 Eberhard III 1674 |

Rok 1668 / MDCLXVIII
stulecia: XVI wiek ~
XVII wiek ~
XVIII wiek

lata: 1658 «
1663 «
1664 «
1665 «
1666 «
1667 «
1668
» 1669
» 1670
» 1671
» 1672
» 1673
» 1678

## Wydarzenia w Polsce
- 29 marca – Kocioł koło Pisza: odbył się synod braci polskich.
- 29 czerwca – na Antokolu w Wilnie odbyła się pod przewodnictwem biskupa Aleksandra Sapiehy uroczystość poświęcenia kamienia węgielnego pod budowę ufundowanego przez hetmana wielkiego litewskiego Michała Paca kościoła św. Piotra i Pawła.
- 16 września – Jan II Kazimierz Waza abdykował z tronu polskiego, kończąc tym samym rządy dynastii Wazów w Rzeczypospolitej.
- 26 grudnia – według legendy nad stojącym na wzniesieniu krzyżem koło ówczesnej wioski Góra miało miejsce zjawisko astronomiczne z udziałem Słońca i Księżyca, do którego nawiązuje obecny herb miasta Góra Kalwaria.

- Jan II Kazimierz Waza potwierdził, na krótko przed abdykacją, prawa miejskie królewskiego Kłecka nadane przez Bolesława Pobożnego.

## Wydarzenia na świecie
- 13 lutego – w Lizbonie podpisano układ pokojowy kończący wojnę hiszpańsko-portugalską, w którym Hiszpania uznała niepodległość Portugalii.
- 23 lutego – spłonął wiedeński pałac Hofburg, siedziba władców Austrii.
- 2 maja – w Akwizgranie podpisano traktat pokojowy kończący francusko-hiszpańską wojnę dewolucyjną.
- 5 maja – u wybrzeży Brazylii zatonął portugalski galeon „Santissimo Sacramento”. Spośród ponad tysiąca osób na pokładzie uratowano 70.
- 9 września – premiera komedii Moliera Skąpiec.

- Pierwszy zastrzyk dożylny (Niemcy).
- Początek produkcji szampana (Francja).
- Pierwszy bank narodowy (Szwecja).
- Powstała pierwsza kawiarnia w Nowym Jorku

## Urodzili się
- 5 stycznia – Johanna Helena Herolt, niemiecka malarka (zm. 1732?)
- 10 marca – Jerzy Józef Radziwiłł, polski ziemianin, polityk (zm. 1689)
- 18 października – Jan Jerzy IV, elektor Saksonii (zm. 1694)
- 13 listopada – Kryspin Fioretti, włoski kapucyn, święty katolicki (zm. 1750)
- 15 listopada – Johann Gottfried von Diesseldorf, gdański uczony, polityk, burmistrz Gdańska (zm. 1745)
- 24 listopada – Konstanty Felicjan Szaniawski, polski duchowny katolicki, biskup włocławski i krakowski (zm. 1732)
- 31 grudnia – Hermann Boerhaave, holenderski lekarz (zm. 1738)

## Zmarli
- 31 stycznia – Hermann Busenbaum, teolog jezuicki (ur. 1600)
- 7 kwietnia – William Davenant, angielski poeta i dramatopisarz (ur. 1606)
- 21 kwietnia – Jan Boeckhorst, malarz flamandzki pochodzenia niemieckiego (ur. 1604)
- 8 maja – Maria Katarzyna od św. Augustyna, francuska zakonnica, mistyczka, błogosławiona katolicka (ur. 1632)

## Święta ruchome
- Tłusty czwartek: 9 lutego
- Walentynki: 14 lutego
- Ostatki: 14 lutego
- Popielec: 15 lutego
- Niedziela Palmowa: 25 marca
- Wielki Czwartek: 29 marca
- Wielki Piątek: 30 marca
- Wielka Sobota: 31 marca
- Wielkanoc: 1 kwietnia
- Poniedziałek Wielkanocny: 2 kwietnia
- Wniebowstąpienie Pańskie: 10 maja
- Zesłanie Ducha Świętego: 20 maja
- Boże Ciało: 31 maja